# Canottaggio ai Giochi della XXXII Olimpiade - 2 di coppia pesi leggeri maschile
La gara del 2 di coppia pesi leggeri maschile dei Giochi della XXXII Olimpiade si è svolta tra il 24 e il 29 luglio 2021. Hanno partecipato 18 equipaggi.
La competizione è stata vinta dall'equipaggio irlandese composto da Fintan McCarthy e Paul O'Donovan.

## Formato
La competizione si è svolta su tre turni: nel primo turno i primi due classificati di ogni batteria sono avanzati al turno successivo. Gli equipaggi eliminati al primo turno si sono affrontati in due batterie di ripescaggio, ognuna delle quali ha qualificato altri tre equipaggi al secondo turno, mentre gli ultimi due gareggiano nella finale C per determinare i piazzamenti. 
I primi 3 di ogni semifinale hanno avuto accesso alla Finale A, mentre gli ultimi 3 alla finale B.

## Programma
| Data           | Ora (UTC+9) | Turno          |
| -------------- | ----------- | -------------- |
| 24 luglio 2021 | 10:50       | Batterie       |
| 25 luglio 2021 | 10:00       | Ripescaggi     |
| 28 luglio 2021 | 11:10       | Semifinale A/B |
| 29 luglio 2021 | 08:50       | Finale B       |
| 29 luglio 2021 | 09:50       | Finale A       |
| 29 luglio 2021 | 11:20       | Finale C       |

## Risultati

### Batterie
| Pos. | Atleti                                    | Nazione    | Tempo   | Note |
| ---- | ----------------------------------------- | ---------- | ------- | ---- |
| 1    | Jonathan Rommelmann Jason Osborne         | Germania   | 6:21.71 | QF   |
| 2    | Stefano Oppo Pietro Ruta                  | Italia     | 6:24.25 | QF   |
| 3    | Pedro Fraga Afonso Costa                  | Portogallo | 6:44.09 | R    |
| 4    | Shakhboz Kholmurzaev Sobirjon Safaroliyev | Uzbekistan | 6:44.98 | R    |
| 5    | Cesar Amaris Jose Guipe                   | Venezuela  | 6:46.11 | R    |
| 6    | Siwakorn Wongpin Nawamin Deenoi           | Thailandia | 7:07.05 | R    |

| Pos. | Atleti                                        | Nazione   | Tempo   | Note |
| ---- | --------------------------------------------- | --------- | ------- | ---- |
| 1    | Fintan McCarthy Paul O'Donovan                | Irlanda   | 6:23.74 | QF   |
| 2    | Jiri Simanek Miroslav Vrastil                 | Rep. Ceca | 6:28.10 | QF   |
| 3    | Jerzy Kowalski Artur Mikolajczewski           | Polonia   | 6:31.85 | R    |
| 4    | Igor Khmara Stanislav Kovalov                 | Ucraina   | 6:36.05 | R    |
| 5    | Arjun Lal Jat Arvind Singh                    | India     | 6:40.33 | R    |
| 6    | Bruno Cetraro Berriolo Felipe Kluver Ferreira | Uruguay   | 6:42.85 | R    |

| Pos. | Atleti                                 | Nazione  | Tempo   | Note |
| ---- | -------------------------------------- | -------- | ------- | ---- |
| 1    | Kristoffer Brun Are Weierholt Strandli | Norvegia | 6:25.74 | QF   |
| 2    | Niels van Zandweghe Tim Brys           | Belgio   | 6:26.51 | QF   |
| 3    | Patrick Keane Maxwell Lattimer         | Canada   | 6:27.54 | R    |
| 4    | Caetano Horta Pombo Manel Balastegui   | Spagna   | 6:38.72 | R    |
| 5    | Cesar Abaroa Eber Sanhueza             | Cile     | 6:53.15 | R    |
| 6    | Kamel Ait Daoud Sid Ali Boudina        | Algeria  | 6:57.32 | R    |

### Ripescaggio
| Pos. | Atleti                                        | Nazione    | Tempo   | Note |
| ---- | --------------------------------------------- | ---------- | ------- | ---- |
| 1    | Igor Khmara Stanislav Kovalov                 | Ucraina    | 6:36.28 | SF   |
| 2    | Patrick Keane Maxwell Lattimer                | Canada     | 6:36.79 | SF   |
| 3    | Bruno Cetraro Berriolo Felipe Kluver Ferreira | Uruguay    | 6:36.87 | SF   |
| 4    | Pedro Fraga Afonso Costa                      | Portogallo | 6:36.95 | FC   |
| 5    | Cesar Abaroa Eber Sanhueza                    | Cile       | 6:48.22 | FC   |
| 6    | Siwakorn Wongpin Nawamin Deenoi               | Thailandia | 7:20.50 | FC   |

| Pos. | Atleti                                    | Nazione    | Tempo   | Note |
| ---- | ----------------------------------------- | ---------- | ------- | ---- |
| 1    | Jerzy Kowalski Artur Mikolajczewski       | Polonia    | 6:43.44 | SF   |
| 2    | Caetano Horta Pombo Manel Balastegui      | Spagna     | 6:45.71 | SF   |
| 3    | Arjun Lal Jat Arvind Singh                | India      | 6:51.36 | SF   |
| 4    | Shakhboz Kholmurzaev Sobirjon Safaroliyev | Uzbekistan | 6:56.22 | FC   |
| 5    | Cesar Amaris Jose Guipe                   | Venezuela  | 7:01.46 | FC   |
| 6    | Kamel Ait Daoud Sid Ali Boudina           | Algeria    | 7:12.08 | FC   |

### Semifinali
| Pos. | Atleti                                        | Nazione   | Tempo    | Note |
| ---- | --------------------------------------------- | --------- | -------- | ---- |
| 1    | Jonathan Rommelmann Jason Osborne             | Germania  | 6:07.33  | FA   |
| 2    | Bruno Cetraro Berriolo Felipe Kluver Ferreira | Uruguay   | 6:11.18  | FA   |
| 3    | Jiri Simanek Miroslav Vrastil                 | Rep. Ceca | 6:11.88  | FA   |
| 4    | Jerzy Kowalski Artur Mikolajczewski           | Polonia   | 6:12.79  | FB   |
| 5    | Patrick Keane Maxwell Lattimer                | Canada    | 6:18.29  | FB   |
| 6    | Kristoffer Brun Are Weierholt Strandli        | Norvegia  | 12:16.25 | FB   |

| Pos. | Atleti                               | Nazione | Tempo   | Note |
| ---- | ------------------------------------ | ------- | ------- | ---- |
| 1    | Fintan McCarthy Paul O'Donovan       | Irlanda | 6:05.33 | FA   |
| 2    | Stefano Oppo Pietro Ruta             | Italia  | 6:07.70 | FA   |
| 3    | Niels van Zandweghe Tim Brys         | Belgio  | 6:13.07 | FA   |
| 4    | Igor Khmara Stanislav Kovalov        | Ucraina | 6:14.57 | FB   |
| 5    | Caetano Horta Pombo Manel Balastegui | Spagna  | 6:15.49 | FB   |
| 6    | Arjun Lal Jat Arvind Singh           | India   | 6:24.41 | FB   |

### Finali
| Pos. | Atleti                                 | Nazione  | Tempo   | Note |
| ---- | -------------------------------------- | -------- | ------- | ---- |
| 7    | Caetano Horta Pombo Manel Balastegui   | Spagna   | 6:15.45 |      |
| 8    | Jerzy Kowalski Artur Mikolajczewski    | Polonia  | 6:16.01 |      |
| 9    | Igor Khmara Stanislav Kovalov          | Ucraina  | 6:16.92 |      |
| 10   | Patrick Keane Maxwell Lattimer         | Canada   | 6:17.60 |      |
| 11   | Arjun Lal Jat Arvind Singh             | India    | 6:29.66 |      |
| 12   | Kristoffer Brun Are Weierholt Strandli | Norvegia | DNS     |      |

| Pos.    | Atleti                                        | Nazione   | Tempo   | Note |
| ------- | --------------------------------------------- | --------- | ------- | ---- |
| Oro     | Fintan McCarthy Paul O'Donovan                | Irlanda   | 6:06.43 |      |
| Argento | Jonathan Rommelmann Jason Osborne             | Germania  | 6:07.29 |      |
| Bronzo  | Stefano Oppo Pietro Ruta                      | Italia    | 6:14.30 |      |
| 4       | Jiri Simanek Miroslav Vrastil                 | Rep. Ceca | 6:16.42 |      |
| 5       | Niels van Zandweghe Tim Brys                  | Belgio    | 6:18.10 |      |
| 6       | Bruno Cetraro Berriolo Felipe Kluver Ferreira | Uruguay   | 6:24.21 |      |